# Удружење „Рукотворине” Сремска Митровица
Удружење „Рукотворине” је невладино, нестраначко и непрофитно удружење у Сремској Митровици. Налази се у улици Житни трг.

## Историјат
Удружење „Рукотворине” је зачето у клубу „Сремских новина” са циљем обликовања и израде одевних и декоративних предмета од природног материјала са сремског подручја. Производи који представљају етно обележја културолошке традиције Срема излажу се више од једне деценије на разним самосталним изложбама, као и на новогодишњим, божићним и васкршњим сајмовима. Предмети које израђују су уметнички дизајниране босиљкаче, тканице, „куварице”, везени, штрикани и хеклани одевни предмети, осликани троношци, играчке од дрвета, шаране суве тикве, пударске торбе и остали производи са етно и традиционалним мотивима.
Удружење „Рукотворине” чине девет жена од којих свака има своју технику радова. Председница Удружења је Ана Антонин Гојковић.